# The Duc de L’Omelette

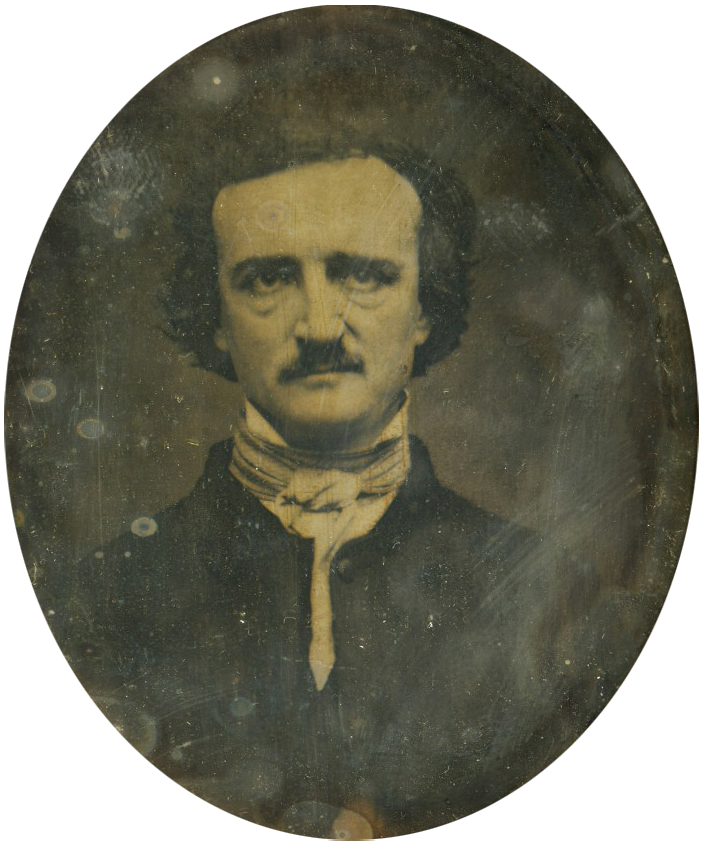
Edgar Allan Poe, 1848

The Duc de L’Omelette (Der Herzog von Omelette) ist der Titel einer frühen, satirischen Erzählung des amerikanischen Schriftstellers Edgar Allan Poe, die am 3. März 1832 zunächst anonym in der Zeitung Philadelphia Saturday Courier erschien und 1840 in die Sammlung Tales of the Grotesque and Arabesque aufgenommen wurde.
In seiner mit französischen Phrasen übervollen, durch Wortwitz geprägten Anekdote über ein Spiel mit dem Teufel nahm Poe Nathaniel Parker Willis und Benjamin Disraeli aufs Korn.

## Inhalt
Ein französischer Adliger, der Duc de L’Omelette, ruht auf einer wertvollen Ottomane und gedenkt, diesen Abend allein zu speisen. Bald aber kommt es zur Katastrophe, denn der ihm kredenzte Ortolan erscheint derart falsch zubereitet, dass de L’Omelette „in einem Anfall von Ekel“ stirbt.
In seinem kostbaren, mit Elfenbeineinlagen verzierten Sarg aus Rosenholz wird der Verstorbene in die Hölle geschickt, die er zunächst ebenso wenig erkennt wie den Teufel, der ihn begrüßt. Als dieser ihn bittet, sich zu entkleiden, lehnt der Duc, immerhin Mitglied der Akademie und Autor der „Mazurkiad“, entrüstet ab, weist auf die Mühsal, die es bereiten würde, sich der Handschuhe zu entledigen und fragt wütend, wen er eigentlich vor sich habe.
„Ich bin Beelzebub, der Fürst der Fliegen“, erwidert der Teufel und erklärt, sein Friedhofsoberaufseher Belial habe ihn zu ihm gesandt. „Sie werden von mir hören, entgegnet de L’Omelette, will sich entfernen, wird aber von einem wartenden Herrn daran gehindert.“
Er betrachtet den prachtvollen Saal, den er für „bien comme il faut“ hält, sieht eine gewaltige Ampel, die, an einer langen Kette hängend, ein schreckliches Licht in den Raum ergießt und bewundert die Statuen und Gemälde. Als er durch ein Fenster des riesigen Raums das „grausig gleißend bleichste aller Feuer“ erblickt und wahrnimmt, dass die unendlichen Melodien in der prachtvollen Halle nur das verwandelte Wehgeschrei der Verdammten sind, erkennt er, dass er sich im Reich der Hoffnungslosigkeit befindet und mit wem er es zu tun hat.
Anstatt zu verzagen, will er handeln wie ein Franzose – „Mais il faut agir!“ –, ergreift einen Säbel, und fordert den Fürsten der Finsternis, in Position gehend, zum Duell. Als seine „Satanische Majestät“ ablehnt, erinnert sich „Seine Gnaden“, gelesen zu haben, dass der Teufel sich einem Spiel nicht verweigern könne und schlägt ihm trotz geringer Chancen verzweifelt ein Kartenspiel vor. Sehr zum Verdruss des Teufels kann er es gewinnen und darf die Hölle verlassen.

## Hintergrund

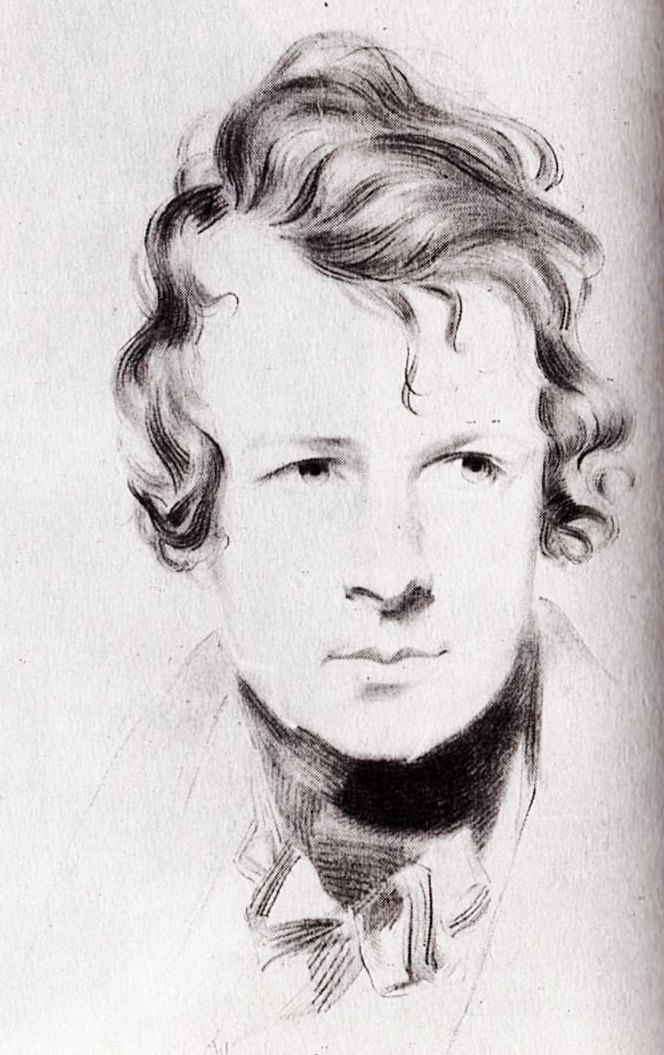
Der junge Nathaniel Parker Willis

Die frühe, zur Werkgruppe der Grotesken gehörende Erzählung enthält zahlreiche parodistische Anspielungen und Seitenhiebe. Neben Benjamin Disraeli, auf dessen Roman The Young Duke Titel und Einzelheiten – wie der zubereitete Ortolan – verweisen, ist vor allem die Zielscheibe Nathaniel Parker Willis zu erkennen. Der Kritiker und Herausgeber Willis lebte zu der Zeit in Boston und war zunächst noch Poes Gegner, während er sich später mit ihm befreundete und ihn förderte.
Er gab die literarischen Jahrbücher The Token und Legendary heraus und machte sich auch als Poet und Dramatiker einen Namen. Die von ihm im April 1829 (mit nur dreiundzwanzig Jahren) in Boston gegründete Zeitung American Monthly Magazine konnte sich bis August 1831 halten und scheiterte schließlich an der Konkurrenz.
Willis pflegte einen äußerst aufwendigen, eleganten und frankophilen Lebensstil, galt wegen seiner prätentiösen Selbstdarstellung als Dandy und verwendete in seinen Kolumnen zahlreiche französische Wendungen.
Mit der Ottomane spielte Poe auf die prahlerische Aussage an, die Kopie eines solchen Möbelstücks aus dem Hause des Generalgouverneurs von Quebec zu besitzen.
Poe wandte sich erstmals an ihn, als er bereits den Status eines Kunstkenners und Literaturpapstes innehatte, dessen Urteil in Fragen des Geschmacks geachtet war und der sich damit brüstete, Manuskripte zu verbrennen, die ihm unverlangt zugesandt wurden.
Der junge Poe sandte ihm Ende Oktober 1829 sein Gedicht Fairyland zu, dessen erste vier Zeilen Willis in seinem Magazin mit dem überheblichen Hinweis veröffentlichte, er habe nur diese Worte gelesen und das Werk danach dem Feuer anvertraut.
Willis ging später nach New York und war dort als Redakteur künstlerisch und finanziell sehr erfolgreich. Im Verlauf der Zeit änderte er seine Meinung Poe gegenüber und wandte sich nach dessen Tod gegen verleumderische Behauptungen.
Als das Gedicht Der Rabe am 29. Januar 1845 in der New Yorker Zeitung Evening Mirror erstmals veröffentlicht wurde, charakterisierte es als subtiles Meisterwerk, dessen Verskunst bewunderungswürdig sei.
Auch Poe machte eine Wandlung durch. Hatte er Willis 1835 noch als Paradefall schlechten Stils genannt und die Bezeichnung „a-Willising“ geprägt, lobte er im Januar 1848 seine „Kunst der Konversation“.

## Einzelheiten und Rezeption
Die überwältigende Ausstattung der Hölle erinnert an den räumlichen Hintergrund anderer Erzählungen Poes, so an die prächtigen Gemächer, in denen die Helden sich bewegen. Die gleißende Leuchte etwa findet sich in der Erzählung Hopp-Frosch als Kronleuchter wieder, an dessen langer Kette der Zwerg nach seiner grausamen Rache nach oben klettert, um durch das Oberlicht zu entkommen.
Sie gemahnt zudem an die Lampe, die sich in dem idealen, nach innenarchitektonischen Werten gestalteten Zimmer befinden soll, das er in seinem Essay The Philosophy of Furniture beschrieb: „…wenn wir von der Argandlampe mit ihrem glatten, karmesingetönten Milchglasschirm absehen; sie hängt an einer einzigen dünnen goldenen Kette von der hochgewölbten Decke herab und verbreitet über alles einen ruhigen, doch zauberischen Glanz.“
Für Hans Wollschläger wird Willis als Geck gezeichnet, „mit dessen eskamoteuerhafter Unverschämtheit selbst der Teufel nicht fertig wird“.
Henning Thies spricht im Hinblick auf die vielen französischen Wendungen, Wortspiele und Seitenhiebe von einer „stilistischen tour de force“. Er schätzt die „extravagante Miniatur“ zwar nicht als Meisterwerk ein und weist auf den stringenteren Tonfall der bekannteren Satire How to Write a Blackwood Article von 1838, glaubt aber, dass The Duc de L'Omelette, wie Poes komisches Werk generell, von Kritikern und Lesern bislang ungerechtfertigterweise vernachlässigt worden sei.